# Villa Ciudad de América
Villa Ciudad de América é um município da província de Córdova, na Argentina.